# 비야레알

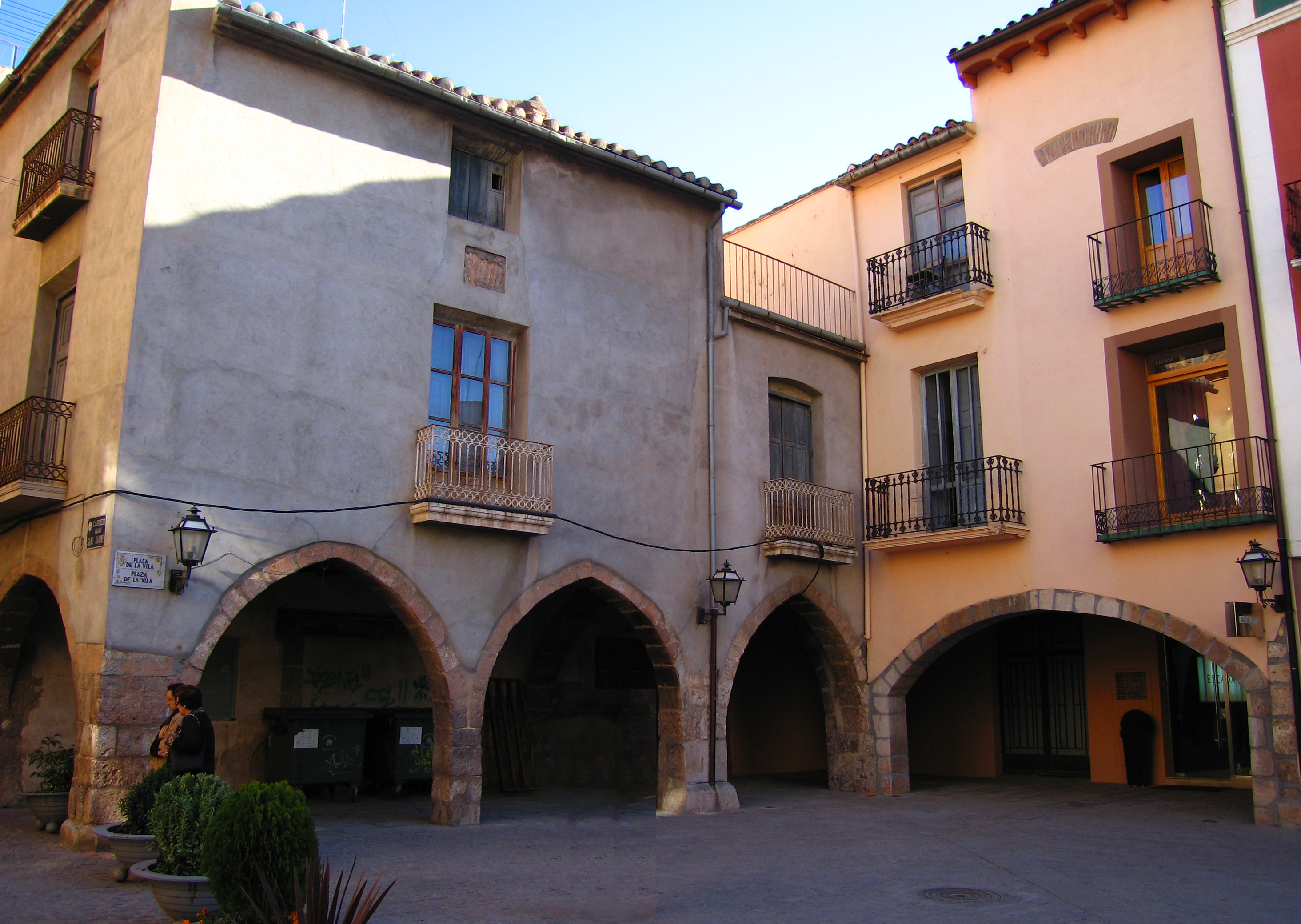
비야레알

비야레알(스페인어: Villarreal)은 스페인 발렌시아 지방 카스테욘주의 도시이다. 면적은 55.1km2이며, 인구는 51,205명(2009년)이다.

## 출신 인물
- 프란시스코 타레가

## 스포츠
비야레알은 프리메라리가의 축구팀인 비야레알 CF의 연고지이다.